# De Thori

Stemma casato regnante nel Giudicato di Torres

Stemma casato regnante nel Giudicato di Arborea

I De Thori furono un'importante famiglia sarda dell’età giudicale di rango principesco, nota anche, per differenza di pronuncia del "th" in lingua sarda, nelle varianti Zori, Thuri, Thurio, Tori, Çori, Zori, Zoris e, infine, nelle due varianti univerbate moderne che formano gli attuali cognomi Dettori e Atzori, il primo diffuso maggiormente nel Nord Sardegna ed il secondo nella parte meridionale dell'isola. 
Nel XI e XII secolo, tra il 1065 e il 1246, i de Thori sono regnanti nel Giudicato di Torres, Giudicato di Gallura e Giudicato di Arborea. In questo preciso periodo essi espressero ben sei re ed altrettante regine, due delle quali si unirono con la dinastia dei Lacon-Gunale che allora regnava nel giudicato di Calari. 
Il 10 agosto 1164 l'imperatore Federico Barbarossa incoronò Barisone I de Lacon de Thori Serra Re di Sardegna, in una cerimonia nella cattedrale di San Siro a Pavia.
| nome                                  | figlio del giudice                    | data        | note |
| ------------------------------------- | ------------------------------------- | ----------- | --- |
| Andrea Tanca Lacon de Thori.          | Barisone I                            | 1064 - 1073 | |
| Mariano I di Torres Lacon de Thori    |                                       | 1073 -1082  | |
| Costantino I di Torres Lacon de Thori | Mariano I di Torres Lacon de Thori    | 1082 - 1113 | |
| Gonario II di Torres Lacon de Thori   | Costantino I di Torres Lacon de Thori | 1127 - 1153 | |
| Barisone II di Torres de Thori        | Gonario II di Torres Lacon de Thori   | 1153 - 1190 | |
| Costantino II di Torres de Thori      | Barisone II di Torres de Thori        | 1191 - 1198 | |
| Comita II di Torres de Thori          | Barisone II di Torres de Thori        | 1198 - 1218 | Fratello di Costantino II |
| Mariano II di Torres de Thori         | Comita II di Torres de Thori          | 1218 - 1232 | |
| Barisone III di Torres de Thori       | Mariano II di Torres de Thori         | 1232 - 1236 | Assassinato a Sorso a seguito di una rivolta popolare fomentata dalle famiglie Doria e Malaspina                                                                              |
| Adelasia do Torres de Thori           | Mariano II di Torres de Thori         | 1238 - 1246 | Sorella di Barisone III. È Regina di Sardegna Ha sposato Enzo figlio dell'Imperatore del Sacro romano Impero Federico II di Svevia. Dopo di lei il Regno di Torres è estinto. |
|                                       |                                       |             | |

| nome                               | figlio del giudice                             | data        | note |
| Mariano I de Lacon-Zori            | Barisone I de Lacon-Gunale di Arborea e Torres | + 1073      | |
| ---------------------------------- | ---------------------------------------------- | ----------- | --- |
| Orzocco I Lacon-de Thori           | Mariano I Lacon-de Thori d'Arborea             | 1050 - 1110 | trasaferì la sede giudicale da Tharros ad Oristano                                                               |
| Torbeno Lacon-de Thori             | Orzocco I Lacon-de Thori d'Arborea             | 1070 - 1120 | |
| Orzocco II Lacon-de Thori          | Torbeno Lacon-de Thori d'Arborea               | 1090 - 1150 | Autore della "Carta di Conferma"                                                                                 |
| Comita III de Lacon de Thori Serra | Costantino Lacon-de Thori d'Arborea            | 1112 - 1170 | Figlio di Anna de Zori, questa sorella di Pretziosa moglie di Mariano-Torchitorio II de Lacon-Gunale di Cagliari |

Il potere e il prestigio politico espresso da questa famiglia poggiava, in larga misura, su una solidissima base fondiaria.
Altri rami, della stessa famiglia, appartenevano alla classe detta dei "Majorales" ed alcuni dei suoi membri ricoprirono importanti incarichi nell'amministrazione pubblica giudicale, come "Curadores" dati attestati nei vari condaghi particolarmente del Logudoro e nella regione storica del Nurkara e del Caput Abbas.
I possedimenti principali di questo casato in epoca Giudicale si estendevano principalmente in due macro aree, la prima si estendeva tra gli attuali comuni di Pozzomaggiore, Padria, Bosa e Villanova Monteleone e la seconda nella bassa Anglona (Santa Maria Coghinas, Valledoria, Castelsardo, Tergu), secondo quanto attestato dalle varie donazioni fatte da membri di questa famiglia a diversi monasteri della zona. 
Altri riscontri di queste proprietà li troviamo nella toponomastica locale, vedasi il Ponte romano denominato "Ponte de Thori" e la Chiesa dedicata a "San Giorgio de Thori" ubicati in agro di Padria e "Pedra Ettori" in agro di Villanova Monteleone.

## Origine
Come afferma il professor Mauro Maxia nelle sue varie opere, l’origine del casato è antica ed i primi riferimenti si hanno nei secoli dell'alto medioevo. L’origine del cognome è di tipo toponomastico come gran parte dei gentilizi dell’età giudicale. In un primo tempo, si pensava che il cognome rimandasse al centro arborense di Zuri, piccola villa della curatoria di Gulcier; In realtà, rispecchia "il nome di un altro centro scomparso che probabilmente sorgeva presso la chiesa di San Giorgio de Thori, tra Padria e Villanova Monteleone". Ancora oggi a distanza di molti secoli, qualche ramo locale, vigente con la variante univerbata Dettori, nell’area che corrisponde alla curatoria di Caputabbas, possiede ancora notevoli estensioni fondiarie.